# Route nationale 588
Die N588 war von 1933 bis 1973 eine französische Nationalstraße, die in zwei Teilen zwischen der N499 westlich von La Chaise-Dieu und Murat verlief. Ihre Gesamtlänge betrug 88 Kilometer. 1973 wurde der Abschnitt zwischen Massiac und Murat in die neue Führung der N122 integriert.